# Finlandia-hiihto
La Finlandia-hiihto est une course longue distance de ski de fond créée en 1973 et organisée chaque année en Finlande en février depuis 1974. Cette course est inscrite au Worldloppet.
Initialement, la course reliait Hämeenlinna à Lahti et traversait des lacs gelés. Mais la qualité de la glace variant d'année en année, la compétition se déroule désormais entièrement à proximité de Lahti.